# Daemonorops korthalsii
Daemonorops korthalsii är en enhjärtbladig växtart som beskrevs av Carl Ludwig von Blume. Daemonorops korthalsii ingår i släktet Daemonorops och familjen Arecaceae. Inga underarter finns listade i Catalogue of Life.